# Ле Так
Ле Так (кит. трад. 黎崱, пиньинь Lí Zé, палл. Ли Цзэ, вьетн. Lê Tắc), он же Ле Чак и Ле Чык; имя: Сảnh Сao (кит. упр. 景高, пиньинь Jǐnggāo, палл. Цзингао), прозвище: Dông Sơn (кит. упр. 東山, пиньинь Dōngshān, палл. Дуншань), фамилия при рождении: Нгуен; точные даты жизни неизвестны, жил во второй половине XIII — начале XIV веков) — вьетнамский и впоследствии китайский историк, автор исторического литературного произведения «Записки об Аннаме» (An Nam chí lược; Аннам ти лыок).

## Биография
Родился примерно в 60-х годах XIII века на территории современной вьетнамской провинции Тханьхоа, умер приблизительно в 40-х годах XIV века. Жил в период правления династии Чан. Ле Чак являлся представителем знатного рода окружных ревизоров, берущего начало с эпохи династии Восточная Цзинь. Молодые годы он провёл у брата своей бабушки, которого звали Ле Пэн (кит. трад. 黎琫, пиньинь Lí Běng, палл. Ли Бэн), тогда же взял фамилию этого рода. Служил при дворе короля Чан Тонга, годами позже он пошел служить интендантом при крупном военачальнике Чан Кьене в военно-морском флоте династии Чан.
В 1285 году китайская морская армада династии Юань напала на Дайвьет, ударив по охранным гарнизонам военачальника Чан Кана. Он не сдался врагам, но Ле Чак, как и многие другие, всё же сдались юаньским силам (Чан Кьена по пути на север был убит попаданием стрелы, выпущенной со стороны своих же подразделений). Ле Чак впоследствии был привезён в город Даду, став там министерским чиновником при дворе династии Юань. Позже, примерно с 1292 года, Ле Чак проживал в провинции Хубэй в уезде Ханьян, где сдружился с представителями высших сословий и, живя в уединении и созерцая местные пейзажи, погрузился в изучение классических литературных сочинений и написание собственных. В 40-х годах XIV века он умер.

## Творчество
Своё главное произведение, «Записки об Аннаме», он закончил приблизительно к 1307 году — ныне оно считается одним из ранних фундаментальных трудов по истории Вьетнама. Также был автором нескольких десятков стихов.